# Cal Coronel (Sant Feliu de Codines)
Cal Coronel és una obra amb elements gòtics i renaixentistes de Sant Feliu de Codines (Vallès Oriental) inclosa a l'Inventari del Patrimoni Arquitectònic de Catalunya.

## Descripció
Casa entre mitgeres amb dues façanes, una al carrer Baix de la Sagrera i l'altra a la plaça de l'Església. Consta de planta baixa i pis. El portal és de pedra amb arc de mig punt adovellat al carrer de la Sagrera. Les finestres, de gran qualitat arquitectònica, són d'arc pla amb guardapols. Està en la zona del nucli antic de la població.

## Història
Es tradició local que Cal Coronel hi hagué una antiga cartoixa. La tradició es basa en el fet que els cartoixans de Montalegre eren senyors de molts delmes i béns al terme de Sant Feliu, que s'aplegaven a la dita casa, antiga propietat seva, com ho recorda un vell escut. Durant un temps va ser propietat del senyor Fonoll d'ací que també se l'hagi conegut com a Can Fonoll.